# Source 2
Source 2 je herní engine vyvinutý společností Valve. Engine byl poprvé oznámen v roce 2015 jako nástupce původního enginu Source a využit téhož roku při portování hry Dota 2. Mezi další hry od Valve využívající tento engine patří Artifact, Dota Underlords, Half-Life: Alyx, Counter-Strike 2 a Deadlock.

## Historie
Plány na vývoj nástupce původního enginu Source začaly po vydání hry Half-Life 2: Episode Two v roce 2007. První demo enginu vzniklo v roce 2010 přepracováním mapy z Left 4 Dead 2, přičemž pořízené snímky unikly na internet začátkem roku 2014. V dubnu 2014 představil zaměstnanec Valve Sergiy Migdalskiy na konferenci Game Developers Conference nástroj pro ladění fyziky ze Source 2 používaný v Left 4 Dead 2. Source 2 byl poprvé zpřístupněn prostřednictvím Steam Workshop nástrojů pro Dotu 2 v srpnu 2014 a oficiálně oznámen na konferenci Game Developers Conference v roce 2015. Společnost Valve na konferenci uvedla, že jejich záměrem bylo umožnit efektivnější tvorbu obsahu. Dále uvedla, že engine bude podporovat grafické API Vulkan a používat nový vlastní fyzikální engine Rubikon, který nahradí dosud používané nástroje třetích stran z Havoku.
Prezident a zakladatel společnosti Valve Gabe Newell uvedl, že společnost dá přednost vývoji vlastních her před vydáním enginu a jeho softwarové vývojářské sady veřejnosti. Cílem tohoto přístupu bylo zajistit vývojářům nejvyšší kvalitu. Dodal, že mají v úmyslu zpřístupnit engine vývojářům her zdarma, pokud bude hra zveřejněna na jejich službě Steam.
V červnu 2015 společnost Valve oznámila, že hra Dota 2 bude kompletně portována na Source 2 v rámci aktualizace s názvem Dota 2 Reborn. Verze Reborn byla poprvé vydána veřejnosti jako beta aktualizace v témže měsíci. V září 2015 oficiálně nahradila původní klient a stala se tak oficiálně první hrou, která tento engine používala. Engine Source 2 byl také použit pro hry Dota Underlords a Artifact, pro které byla později zajištěna podpora enginu i na Androidu a iOS. Engine také podporuje tvorbu her ve virtuální realitě a používá se pro SteamVR Home, technologické demo Robot Repair ze hry The Lab a Half-Life: Alyx. V květnu 2020 byly vydány Source 2 nástroje určené speciálně pro tvorbu obsahu pro Half-Life: Alyx.

## Hry
| Rok           | Titul             | Vývojář           |
| ------------- | ----------------- | ----------------- |
| 2015          | Dota 2            | Valve             |
| 2016          | Robot Repair      | Valve             |
| 2018          | Artifact          | Valve             |
| 2020          | Dota Underlords   | Valve             |
| 2020          | Half-Life: Alyx   | Valve             |
| 2022          | Aperture Desk Job | Valve             |
| 2023          | Counter-Strike 2  | Valve             |
| bude oznámeno | Deadlock          | Valve             |
| bude oznámeno | S&box             | Facepunch Studios |